# Essaïd Abelouache
Essaïd Abelouache (Arabisch: السعيد عبد الواش; Agadir, 20 juli 1988) is een Marokkaans wielrenner die anno 2018 rijdt voor Sharjah Pro Cycling Team.

## Overwinningen
2013
GP Sakia El Hamra
Puntenklassement Ronde van Algerije
1e en 5e etappe Ronde van Marokko
Puntenklassement Ronde van Marokko
2014
GP Sakia El Hamra
3e etappe Ronde van Algerije
2015
6e etappe La Tropicale Amissa Bongo (ploegentijdrit)
GP Oued Eddahab
Trophée de l'Anniversaire
2016
2e etappe Ronde van Sétif
Eind- en bergklassement Ronde van Sétif
4e etappe Ronde van Mersin
Puntenklassement Ronde van Mersin

## Resultaten in voornaamste wedstrijden
| Jaar |  | WK op de weg |
| ---- |  | ------------ |
| 2013 |  | opgave       |
| 2014 |  | opgave       |

## Ploegen
- 2016 –  Nasr Dubai
- 2018 –  Sharjah Pro Cycling Team

Abelouache · A. Al Ali · M. Al Ali · Almansoori · Holovasj · Lahsaini · A. Mansouri · O. Mansouri · Mayouf